# Christoph von Taxis
Christoph von Taxis (* um 1529; † nach dem 24. März 1589) war Hofpostmeister unter Ferdinand I. Seine Geschichte ist eng mit dem Augsburger Postamt verknüpft.

## Herkunft
Christoph von Taxis, der wahrscheinlich im Jahre 1529 geboren wurde, war ein Sohn aus zweiter Ehe des späteren Augsburger Postmeisters (Johann) Anton und seiner Frau Ursula Meyer. Bis heute ist unter Postgeschichtlern umstritten, ob Johann Anton und Anton identische Personen sind. Christoph von Taxis war seit dem 3. März 1551 mit Regina (Rosina) von Taxis, einer Tochter des Generalpostmeisters Johann Baptista von Taxis verheiratet. Über seine Herkunft ist Folgendes bekannt: Christophs Vater hatte am 27. Februar 1514 zusammen mit dessen Vater Christoph und zwei weiteren Mitgliedern der Taxis-Familie, den Brüdern Seraphin und Bartholomäus von Maximilian I. den einfachen Adelsbrief erhalten. Christophs Vater übernahm im Jahre 1522 endgültig das Augsburger Postamt, das sowohl für Ferdinand I. als auch für Karl V. tätig war.

## Streitigkeiten um die Betreibung des Augsburger Postamtes
Nach Antons Tod im Jahre 1542 wurden die beiden Augsburger Postämter getrennt. Antons Sohn Johann aus erster Ehe übernahm das Hofpostamt und Seraphin I. das kaiserliche Postamt, was durch die Verleihungsurkunde von Franz II. von Taxis bestätigt wird. Seraphin verpachtete das Amt an Ambrosius von Taxis, den zweiten Sohn aus erster Ehe von Johann Anton. 
Gegen Johanns Übernahme der Hofpost in Augsburg protestierte der Vormund der Kinder aus Antons zweiter Ehe vor Gericht. So forderte die Witwe Ursula Meyer für ihren minderjährigen Sohn Christoph die Leitung dieses Postamtes.

## Christophs Übernahme des Augsburger Hofpostamtes

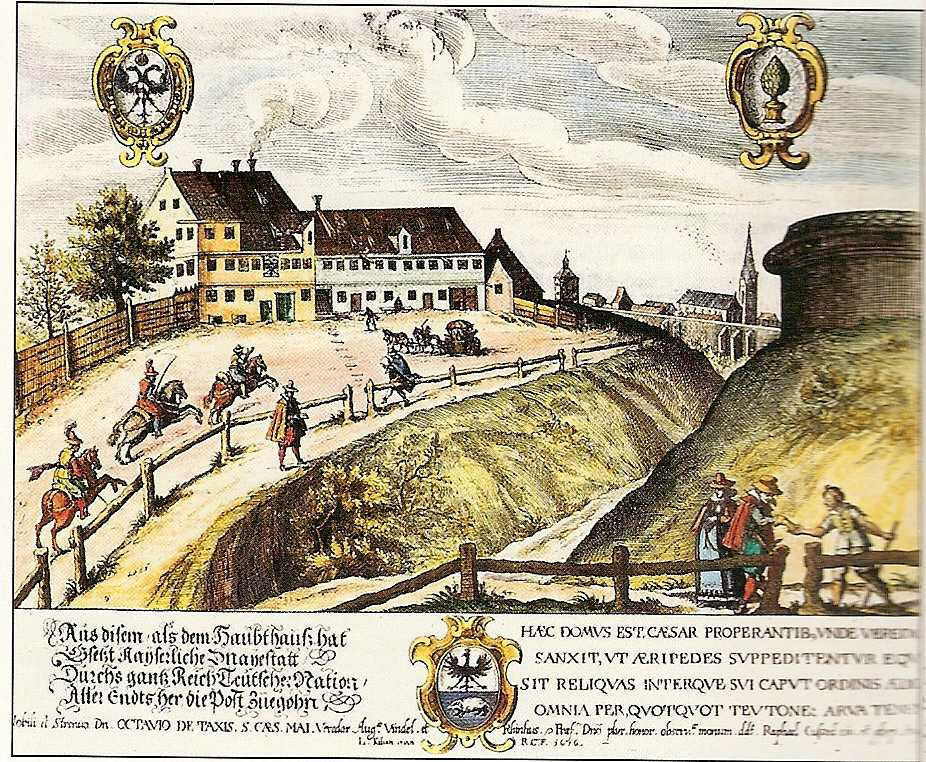
Augsburger Posthaus 1616

Im Jahre 1546 ging der protestantische Rat von Augsburg in Opposition zum Kaiser. Die städtischen Befestigungen wurden ausgebaut und das Posthaus vor dem Stadttor abgerissen. Die Brüder Johann und Ambrosius traten von ihren Ämtern zurück und flohen. Ambrosius starb noch im selben Jahr. 
Im Jahre 1550 übernahm der noch minderjährige Christoph von Taxis das Augsburger Hofpostamt. Zunächst stand Christoph noch unter Vormundschaft durch den Innsbrucker Postmeister Joseph von Taxis und der Bozener Postmeister Ludwig von Taxis. Rudolf Höflich war Christophs Postverwalter in Augsburg. 
Im Jahre 1551 heiratete Christoph Regina von Taxis, eine Tochter des verstorbenen Generalpostmeisters Johann Baptista von Taxis und Schwester des amtierenden Brüsseler Generalpostmeisters Leonhard I. von Taxis. 
Im Jahre 1552 trat Christoph erstmals öffentlich auf, indem er den Augsburger Verwalter Rudolf Höflich durch Mundin von Paar in Augsburg ersetzte.

## Pachtung des Spanischen Postamtes
Das kaiserlich-spanische Postamt in Augsburg wurde ab 1550 wieder von Seraphin I verwaltet. Nach dessen Tod im Jahre 1556 sollten die beiden Söhne von Seraphins Bruder Bartholomäus die Nachfolge antreten. Georg verzichtete jedoch zugunsten seines minderjährigen Bruders Seraphin II. von Taxis auf das Amt, das bis zu Seraphins Volljährigkeit für sechs Jahre an Christoph v. Taxis verpachtet wurde.

## Neue Postkurse, Hofpostmeister
Christoph von Taxis war wie sein Brüsseler Schwager Leonhard I. von Taxis bestrebt, sein Einkommen zu verbessern. So versuchte er bei der Hofpost, die Fremdbeförderung von Briefen einzuführen, aber die Postmeister in Wien, Innsbruck und Trient verweigerten die Auslieferung solcher Briefe.
Im Herbst 1558 erhielt Christoph von Kaiser Ferdinand in Wien eine Postinstruktion für das Postamt in Augsburg, wo ihm die Fremdbeförderung mit amtlicher Post verboten wurde.
Am 11. Januar 1559 starb Ferdinands Postkoordinator Matthias von Taxis, und Ferdinand ernannte Christoph auf dem Reichstag in Augsburg zu dessen Nachfolger. Gleichzeitig genehmigte er die Einrichtung einer wöchentlichen Ordinari-Post von Augsburg
nach Venedig, da sich Christoph und Roger von Taxis die Kosten teilten. Anschließend hielt sich Christoph fast nur noch in Wien oder Prag auf.

## Inspektionsreise
Im Herbst 1561 erhielt Christoph von Taxis vom Kaiser den Auftrag, einen Postraub im Hunsrück vor Ort zu untersuchen und die Schuldigen verhaften zu lassen. Einen Monat nach Vorliegen der kaiserlichen Instruktion, Passbriefen und Empfehlungsschreiben ritt Christoph mit wenigen Dienern auf der Hofpostroute von Prag nach Augsburg. Nach ersten Erkundigungen folgte er der Niederländischen Postroute bis Deizisau und Cannstatt, wo er eine Woche blieb, aber die Befragungen an den Posthalter von Deizisau delegierte. Anschließend ritt Christoph nach Rheinhausen, Speyer und Worms, wo er die Untersuchungen fortsetzte. Dann reiste er  per Schiff nach Koblenz und ritt mit Leihpferden nach Lieser, wo sich neben einer Fähre zum Hunsrück eine Poststation befand. Dort schloss er die Verhöre mit einer Befragung zweier Posthalter aus dem Hunsrück ab, ritt nach einem Abstecher über Trier nach Brüssel und schickte einen zwanzigseitigen Bericht an den Kaiser. Ferdinand rügte Christophs Untätigkeit und verlangte, dass er auf der Rückreise weitere Untersuchungen vor Ort selbst durchführte. Über Christophs Erfolg oder Misserfolg ist nichts bekannt, außer dass er sich im Januar 1564 die Kosten der Inspektionsreise erstatten ließ und dass sich seine Stellung bei Hof verschlechterte.

## Das Ende einer Karriere
Im Jahre 1562 organisierte Christoph für den polnischen König einen Postkurs von Krakau über Wien, Linz, Innsbruck, Trient nach Venedig. Nach Beschwerden verlief die Route ab September 1563 über Wien und Graz.
Im Jahre 1563 weigerte sich Christoph, das für sechs Jahre gepachtete spanisch-burgundische Postamt in Augsburg dem rechtmäßigen Nachfolger Seraphin II. von Taxis zurückzugeben. Er benötigte dieses Postamt, um den Anschluss der eigenen ordinari-Post von Augsburg nach Venedig zu sichern. Leonhard I. von Taxis protestierte von Brüssel aus und schickte seinen Bruder Johann Baptista, der später als Diplomat in spanischen Diensten stand, nach Augsburg. Johann Baptista bestimmte den Füssener Postmeister Innozenz zum Verwalter des Niederländischen Postamts, und Christoph erhielt am 17. Dezember 1563 eine kaiserliche Abmahnung. 
Nach Kaiser Ferdinands Tod am 25. Juli 1564 wurden die Habsburger Erblande unter seinen Söhnen Maximilian, Ferdinand und Karl aufgeteilt. Dabei entstanden drei unabhängige Postanstalten. Ein Koordinator für die Hofpost wurde nicht mehr benötigt, und so verlor Christoph auch dieses Amt.
Der neue Kaiser Maximilian II. schloss am 24. August 1564 mit dem Generalpostmeister Leonhard I. von Taxis einen Vertrag, wonach die beiden Augsburger Postämter zusammengelegt und Brüssel unterstellt wurden. Leiter dieses neuen Postamtes sollte der Füssener Postmeister Innozenz von Taxis werden. 
Das Hofpostamt in Augsburg wurde geschlossen, der Verwalter entlassen. Damit hatte Christoph alle Ämter verloren, und seine Karriere im Postdienst war beendet. 
Über sein weiteres Leben ist wenig bekannt, außer dass er nach 1589 starb.  

## Nachkommen
In Deizisau gab es um 1590 einen Postmeister namens Carlin von Taxis, der 1628 im Alter von ca. 63 Jahren starb. Nach Kunert war er ein Sohn Christophs von Taxis. Da in keiner Quelle der Name der Mutter genannt wird, war er wahrscheinlich ein natürlicher, später legitimierter Sohn einer protestantischen Frau. Carlin ist der Stammvater des bürgerlich-protestantischen Zweigs der Familie Taxis in Deizisau.